# Klein Henszlein
Klein Henszlein (fallecido el 10 de septiembre de 1573) fue un pirata alemán activo de 1560 a 1573 que asaltó barcos en el Mar del Norte hasta que fue derrotado y capturado por una flota del estado de Hamburgo. Devuelto a Hamburgo, Henszlein y sus hombres desfilaron por las calles de la ciudad antes de ser decapitados el 10 de septiembre de 1573; sus cabezas fueron luego empaladas en estacas y exhibidas. En un relato posterior, el verdugo describió cómo "arrancó" las cabezas de los treinta y tres piratas (sin incluir a Henszlein) en solo 45 minutos, y luego procedió a decapitar los cuerpos de los piratas asesinados durante su captura. Más tarde afirmó haber estado " de pie en la sangre tan profundamente que casi se deslizó en sus zapatos".